# ビヨン・ブレギー
ビヨン・ブレギー（Bjorn Bregy、1974年9月30日 - ）は、スイス出身の男性空手家、キックボクサー。マイクスジム所属。その巨漢から、「アルペン・タワー」の異名を持つ。「アンディ・フグの後継者」とも呼ばれる。バックボーンは空手。

## 来歴
スイス出身のK-1ファイターアンディ・フグの戦いぶりに感動し、格闘技を始めた。遅咲きのファイターであり、郵便局員として働きながらプロとして地道に活動していたが、2006年を迎えるまで日の目を見る事ができなかった。
現在郵便局員は辞めており、格闘家一本である。1日7時間もの練習を毎日行っているという。
2003年5月30日、K-1 WORLD GP 2003 in Baselで行われたトーナメントの決勝でジェレル・ヴェネチアンと対戦。準決勝までの激闘で右脚にダメージを負っていたため、1Rに1回、2Rに2回、3Rに1回とダウンしてしまったが、3R終了まで戦い抜いた。大差の判定負けを喫し、準優勝に終わる。しかし、試合後のIOCのドーピング検査で、ヴェネチアンが陽性反応を示したために失格となり、失格勝ちと変更された（同年のGP開幕戦にはヴェネチアンが出場）。
2006年5月13日、K-1 WORLD GP 2006 in AMSTERDAMでは全試合KOで優勝。同年9月30日のGP開幕戦では、王者セミー・シュルトと対戦。ジャブ気味の左ストレートで3回ダウンを奪われKO負け、病院送りにされた。
2007年8月11日、K-1 WORLD GP 2007 IN LAS VEGASでレイ・セフォーと対戦し、判定勝ち。
2008年2月9日、K-1 WORLD GP 2008 in BUDAPESTでポーラ・マタエレと対戦し、2RKO勝ち。
2008年4月26日、K-1 WORLD GP 2008 IN AMSTERDAMの準々決勝でヤン"ザ・ジャイアント"ノルキヤを下すも、準決勝でエロール・ジマーマンとダウンを奪い合う接戦を繰り広げ、最後は左フックでKO負け。
2008年後半から2009年にかけては殆ど勝ち星が無かったが、2010年4月17日のIT'S SHOWTIMEにおけるウェンデル・ロチェ戦で久々の判定勝利を得た。

## 戦績
| キックボクシング 戦績 | キックボクシング 戦績 | キックボクシング 戦績 | キックボクシング 戦績 | キックボクシング 戦績 | キックボクシング 戦績 | キックボクシング 戦績 |
| --------------------- | --------------------- | --------------------- | --------------------- | --------------------- | --------------------- | --------------------- |
| 54 試合               | (T)KO                 | 判定                  | その他                | 引き分け              | 無効試合              |                       |
| 35 勝                 | 29                    | 5                     | 1                     | 0                     | 1                     |                       |
| 18 敗                 | 11                    | 7                     | 0                     | 0                     | 1                     |                       |

| 勝敗 | 対戦相手                       | 試合結果                                  | 大会名                                                                             | 開催年月日     |
| ○    | ウェンデル・ロチェ             | 3R終了 判定                               | IT'S SHOWTIME                                                                      | 2010年4月17日  |
| ×    | アティラ・カラチ               | 3R終了 判定0-3                            | It's Showtime 2009 Budapest                                                        | 2009年8月29日  |
| ×    | アーシュイン・バルラック       | 3R+延長R終了 判定0-3                      | It's Showtime 2009 Amsterdam                                                       | 2009年5月16日  |
| ×    | アレクセイ・イグナショフ       | 3R終了 判定0-3                            | Tough is Not Enough                                                                | 2008年10月5日  |
| ×    | ダニエル・ギタ                 | 3R終了 判定0-3                            | Local Kombat 30                                                                    | 2008年6月6日   |
| ○    | アンドリュー・ヤンセン         | TKO                                       | Gentleman Fight Night                                                              | 2008年5月24日  |
| ×    | エロール・ジマーマン           | 3R 2:59 KO（左フック）                    | K-1 WORLD GP 2008 IN AMSTERDAM 【EUROPE GP 準決勝】                                | 2008年4月26日  |
| ○    | ヤン"ザ・ジャイアント"ノルキヤ | 1R 1:10 KO（右ストレート）                | K-1 WORLD GP 2008 IN AMSTERDAM 【EUROPE GP 準々決勝】                              | 2008年4月26日  |
| ○    | ポーラ・マタエレ               | 2R 1:12 KO（右ストレート）                | K-1 WORLD GP 2008 in BUDAPEST 【EUROPE GP 1回戦】                                  | 2008年2月9日   |
| ○    | レイ・セフォー                 | 3R終了 判定2-1                            | K-1 WORLD GP 2007 IN LAS VEGAS                                                     | 2007年8月11日  |
| ×    | ポール・スロウィンスキー       | 2R 2:25 KO（右フック）                    | K-1 WORLD GP 2007 IN AMSTERDAM 【EUROPE GP 決勝】                                  | 2007年6月23日  |
| ○    | マゴメド・マゴメドフ           | 2R 2:12 KO（右ストレート)                 | K-1 WORLD GP 2007 IN AMSTERDAM 【EUROPE GP 準決勝】                                | 2007年6月23日  |
| ○    | ブレクト・ウォリス             | 3R終了 判定3-0                            | K-1 WORLD GP 2007 IN AMSTERDAM 【EUROPE GP 1回戦】                                 | 2007年6月23日  |
| ×    | アジス・ヤヤ                   | TKO（脛カット）                           | Balans Fight Night                                                                 | 2007年4月7日   |
| ×    | セミー・シュルト               | 1R 2:21 KO（左ストレート）                | K-1 WORLD GP 2006 in OSAKA 開幕戦 【1回戦】                                        | 2006年9月30日  |
| ○    | 中迫強                         | 1R 2:35 KO（右膝蹴り）                    | K-1 REVENGE 2006 K-1 WORLD GP 2006 in SAPPORO 〜アンディ・フグ七回忌追悼イベント〜 | 2006年7月30日  |
| ×    | Mitat Tahirsylai               | 1R KO（右フック）                         | Night of Revenge                                                                   | 2006年6月3日   |
| ○    | グーカン・サキ                 | 1R 1:44 KO（左フック）                    | K-1 WORLD GP 2006 in AMSTERDAM 【EUROPE GP 決勝】                                  | 2006年5月13日  |
| ○    | ナオフォール“アイアン・レッグ” | 2R 1:40 KO（右膝蹴り）                    | K-1 WORLD GP 2006 in AMSTERDAM 【EUROPE GP 準決勝】                                | 2006年5月13日  |
| ○    | フレディ・ケマイヨ             | 3R 1:10 KO（右ストレート）                | K-1 WORLD GP 2006 in AMSTERDAM 【EUROPE GP 1回戦】                                 | 2006年5月13日  |
| －   | アレクサンダー・ウスティノフ   | ノーコンテスト（金的攻撃）                | NOC BOJOVNIKOV（スロバキア）                                                       | 2006年2月16日  |
| ○    | アルベン・ベリンスキー         | 3R終了 判定                               | Lokal Kombat 18                                                                    | 2005年12月18日 |
| ×    | アーシュイン・バルラック       | 3R終了 判定                               | Fights at the Border IV                                                            | 2005年12月10日 |
| ○    | エヴジェニー・オルロフ         | 1R KO                                     | Fight Night in Winterthur                                                          | 2005年9月24日  |
| ○    | ゲーリー・ターナー             | 3R終了 判定3-0                            | K-1 Fighting Network K-1 SCANDINAVIA 2005 【決勝】                                 | 2005年5月21日  |
| ○    | デニス・グリゴリエフ           | 2R 2:15 TKO                               | K-1 Fighting Network K-1 SCANDINAVIA 2005 【準決勝】                               | 2005年5月21日  |
| ○    | パヴェル・マイヤー             | 3R 2:49 KO                                | K-1 Fighting Network K-1 SCANDINAVIA 2005 【1回戦】                                | 2005年5月21日  |
| ×    | アレクサンダー・ウスティノフ   | 1R終了時 TKO（負傷）                      | K-1 Italy 2005 Oktagon 【1回戦】                                                   | 2005年4月16日  |
| ○    | ブレクト・ウォリス             | TKO（ドクターストップ）                   | Gala in Barneveld                                                                  | 2005年3月26日  |
| ○    | アレクセイ・イグナショフ       | 3R TKO（膝負傷）                          | Mix Fight Gala                                                                     | 2005年2月13日  |
| ○    | フレディ・ケマイヨ             | KO                                        | Fights at the Border III                                                           | 2004年12月11日 |
| ×    | アゼム・マクスタイ             | KO                                        | Fists of Fury 4                                                                    | 2004年9月25日  |
| ○    | Mitat Tahirsylai               | 2R TKO                                    | Superleague 2004                                                                   | 2004年5月22日  |
| ○    | ムラデン・ブレストバッチ       | KO                                        | Heaven or Hell                                                                     | 2004年4月8日   |
| ×    | カーター・ウィリアムス         | 2R 2:50 KO（パンチ連打）                  | K-1 WORLD GP 2003 決勝戦 【リザーブファイト】                                      | 2003年12月6日  |
| ○    | マイケル・マクドナルド         | 1R 2:50 KO（3ノックダウン：右ストレート） | K-1 WORLD GP 2003 開幕戦 ALL STARS 【スーパーファイト】                            | 2003年10月11日 |
| ○    | ジェレル・ヴェネチアン         | 3R終了 失格（薬物使用）                   | K-1 WORLD GP 2003 in Basel 【決勝】                                                | 2003年5月30日  |
| ○    | ゲーリー・ターナー             | 3R終了 判定2-0                            | K-1 WORLD GP 2003 in Basel 【準決勝】                                              | 2003年5月30日  |
| ○    | ドナバン・ラブ                 | 1R 2:02 TKO                               | K-1 WORLD GP 2003 in Basel 【1回戦】                                               | 2003年5月30日  |
| ×    | レミー・ボンヤスキー           | 3R 1:29 TKO（タオル投入）                 | K-1 WORLD GP 2003 in SAITAMA                                                       | 2003年3月30日  |
| ○    | Satari                         | 2R TKO（ローキック）                      | A Night to Remember                                                                | 2003年1月11日  |
| ×    | アレクセイ・イグナショフ       | 5R 2:12 KO（右ハイキック）                | K-1 WORLD GP 2002 in PARIS                                                         | 2002年5月25日  |
| ×    | ロイド・ヴァン・ダム           | 3R終了 判定0-3                            | K-1 WORLD GP 2001 in NAGOYA                                                        | 2001年7月20日  |
| ×    | ドラゼン・オルドゥリ           | 1R TKO                                    | K-1 WORLD GP 〜ヨーロッパ＆ロシア地区C予選                                         | 2000年9月1日   |
| ○    | ラインハード・ウルツ           | 2R KO                                     | K-1 Fight Night 2000                                                               | 2000年6月3日   |

## 主な獲得タイトル
- K-1 WORLD GP 2006 in AMSTERDAM 優勝
- K-1 WORLD GP 2007 IN AMSTERDAM 準優勝